# Aquia (distrito)
Aquia é um distrito peruano localizado na Província de Bolognesi, departamento Ancash. Sua capital é a cidade de Aquia.

## Transporte
O distrito de Aquia é servido pela seguinte rodovia:
- PE-3N, que liga o distrito de La Oroya (Região de Junín) à Puerto Vado Grande (Fronteira Equador-Peru) no distrito de Ayabaca (Região de Piura)
- PE-3NE, que liga o distrito à cidade de Chiquián[2][3][4]